# Risurrezione
Risurrezione és una òpera en quatre actes de Franco Alfano, amb llibret de Cesare Hanau, basat en l'obra homònima de Lev Nikolàievitx Tolstoi. S'estrenà al Teatro Vittorio Emanuele de Torí el 30 de novembre de 1904.